# مری جو فولی
مری جو فولی (به انگلیسی: Mary Jo Foley) نویسنده، پادکست ساز و ویراستار اخبار مستقل آمریکایی است. او مرتباً اخبار و بررسی‌های استراتژی، محصولات و فناوری مایکروسافت را می‌نویسد. فولی از سال ۱۹۸۳ اخبار مایکروسافت ویندوز و قبلاً در مورد فناوری مرتبط با یونیکس را پوشش می‌داد، برای انتشاراتی از جمله زددی‌نت، هفته نامه الکترونیکی، بیس‌لاین، مجله ردموند و پی سی مگزین.

## حرفه
فولی در سال ۱۹۸۳ با مدرک روزنامه‌نگاری فنی از کالج سیمونز فارغ‌التحصیل شد. در سال ۱۹۸۴، او با بیل گیتس، رئیس وقت مایکروسافت، برای یک داستان روی جلد در مجله تجارت الکترونیک مصاحبه کرد. این مصاحبه در غرفه مایکروسافت نمایشگاه سالانه فناوری کامدکس برگزار شد. در طول مصاحبه، استیو جابز، مدیر عامل کامپیوتر اپل، که فولی او را نمی‌شناخت، بلند شد و شروع به حرف زدن با بیل گیتس کرد. سرانجام فولی بی تاب شد و به جابز گفت که در حال مصاحبه است و از او خواست که بعداً برگردد. استیو جابز رفت و بیل گیتس سپس به فولی توضیح داد که او به تازگی رئیس کمپانی اپل شده‌است. در سال ۱۹۹۱ او توسط مجله پی سی ویک استخدام شد که بعداً به ای‌ویک تغییر نام داد و به سانفرانسیسکو نقل مکان کرد. در سال ۱۹۹۳ به او پست گزارشگر اختصاصی مایکروسافت پیشنهاد شد و به سیاتل، واشینگتن، نزدیک مقر مایکروسافت ردموند، واشینگتن نقل مکان کرد. در اواخر دهه ۱۹۹۰، او ستون برنده جایزه «در امپراتوری شیطان» را برای زددی‌نت، و متعاقباً وبلاگ «مایکروسافت واچ» را برای زیف دیویس ویرایش کرد. او در حال حاضر ستون «همه چیز دربارهٔ مایکروسافت» را در زددی‌نت ویرایش می‌کند.
سه روز قبل از عرضه عمومی نسخه کامل مایکروسافت ویندوز ۲۰۰۰ در ۱۷ فوریه ۲۰۰۰، که مایکروسافت آن را به عنوان "استانداردی در قابلیت اطمینان" تبلیغ کرد، یک یادداشت از مایکروسافت که توسط فولی گزارش شده بود فاش کرد که "ویندوز ۲۰۰۰ بیش از ۶۳۰۰۰ مشکل شناخته شده دارد". پس از انتشار مقاله فولی، او ادعا کرد که مایکروسافت او را برای مدت قابل توجهی در لیست سیاه قرار داده‌است.
فولی میزبان یک پادکست هفتگی با لئو لاپورت و پل توروت به نام " ویندوز ویکلی " است که اخبار مربوط به مایکروسافت، محصولات و خدمات آن و سایر موضوعات مرتبط با محاسبات را پوشش می‌دهد، جایی که فولی محاسبات سازمانی را پوشش می‌دهد. فولی با چهره‌های برجسته فناوری اطلاعات از جمله بیل گیتس، استیو جابز، استیو بالمر و ساتیا نادلا مصاحبه کرده‌است.

## کتاب‌ها
- مایکروسافت ۲٫۰: چگونه مایکروسافت قصد دارد در دوران پس از گیتس مرتبط بماند، وایلی و پسران، می ۲۰۰۸.شابک ‎۹۷۸–۰۴۷۰۱۹۱۳۸۵